# Stratfield Saye
Stratfield Saye är en civil parish i Storbritannien.   Den ligger i grevskapet Hampshire och riksdelen England, i den södra delen av landet, 60 km väster om huvudstaden London.